# Elfriede Strobel
Elfriede Strobel (* 3. Mai 1948 in Wien) ist eine österreichische Angestellte und Politikerin (SPÖ) in Ruhe. Sie war Abgeordnete zum Wiener Landtag und Gemeinderat sowie stellvertretende Bezirksvorsteherin in der Brigittenau.

## Ausbildung und Beruf
Elfriede Strobel schloss ihre Schulzeit 1966 mit der Matura ab. Danach war sie 26 Jahre in der Privatwirtschaft tätig. Von 1992 bis 2004 war sie bei der SPÖ Wien beschäftigt.

## Politische Laufbahn
Nachdem sich Elfriede Strobel bereits seit ihrer Jugendzeit für die Sozialdemokratie engagiert hatte, war sie in weiterer Folge als Betriebsrätin und in der Brigittenauer Bezirkspolitik tätig. Von 1999 bis 2004 hatte sie die Funktion der Bezirksvorsteher-Stellvertreterin inne. Ab 3. März 2004 vertrat Strobel die Brigittenau als Abgeordnete im Wiener Landtag und Gemeinderat, am 31. Dezember 2006 legte sie ihr Mandat zurück und ging in Pension.

## Privates
Strobel ist verheiratet und hat zwei Söhne. Laut eigenen Aussagen zählen Lesen, Radfahren und Bergwandern zu ihren Hobbys.